# Фаленти
Фаленти (пол. Falenty) — село у Польщі, у гміні Рашин, Прушковського повіту, Мазовецького воєводства. 

## Розташування
Фаленти знаходяться приблизно в 3 км на південь від Рашина, 10 км на схід від Прушкува , та у 11 км на північний захід від Варшави. Населення — 690 осіб (2006).

## Історія
Перша згадка про село у 1434 році.

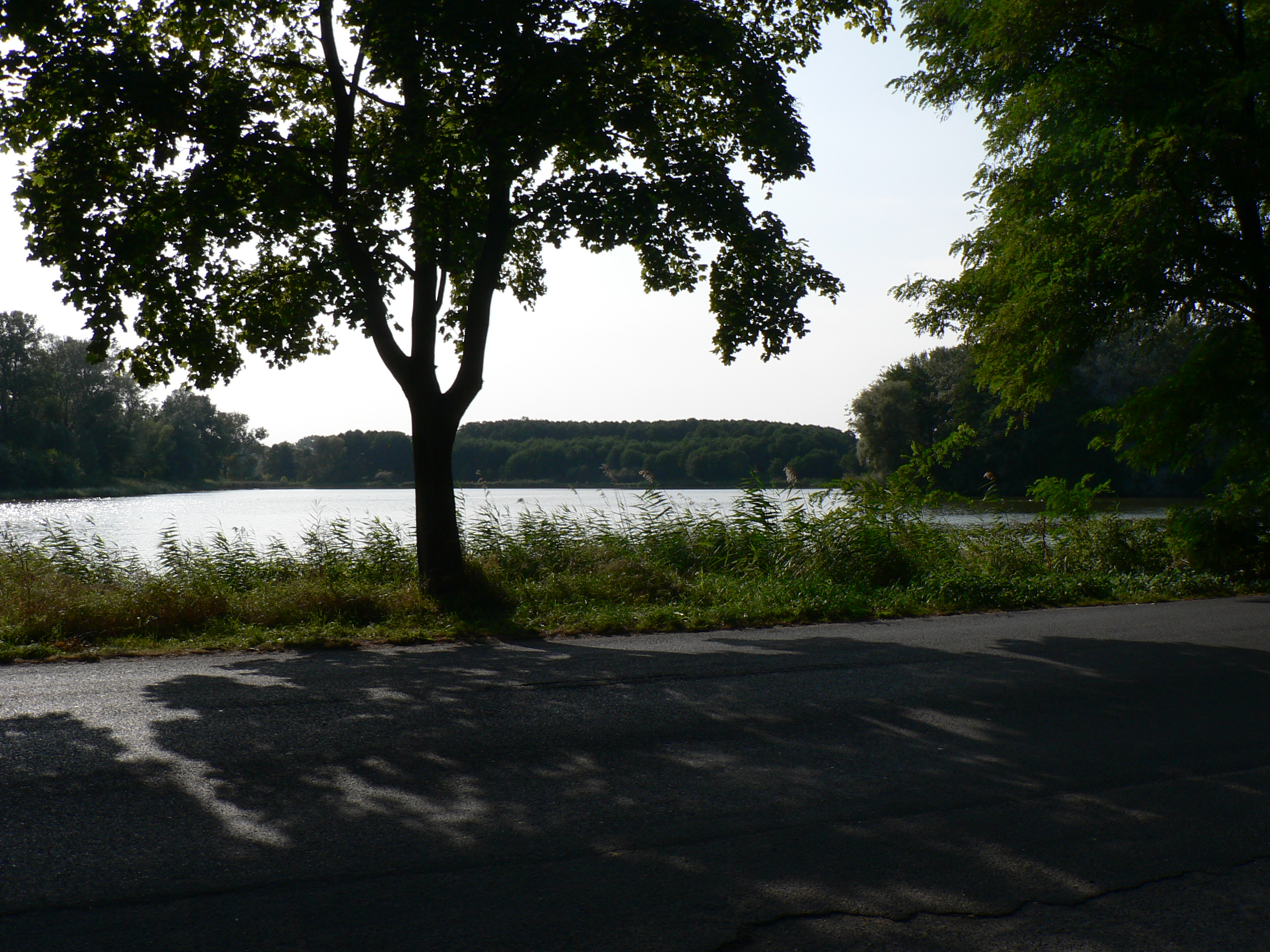
Ставок у Фалентах

У селі є палац у першій половині сімнадцятого століття, у стилі раннього бароко. Зараз у ньому знаходиться Інститут технології та наук про життя (раніше Інститут меліорації і пасовищ (1964)) і Вищу школу підприємництва та регіонального розвитку (з 2002 року).
Село ділиться на Фалента IMUZ (від назви інституту), Фалента Нова та Фалента Велика. 
До 1954 року, була ґміна Фалента. Село до адміністративної реформи 1999 року, входило у Варшавське воєводство.

## Відомі люди
У Фалентах народилась польська скульпторка Маґдалена Абаканович .

## Галерея

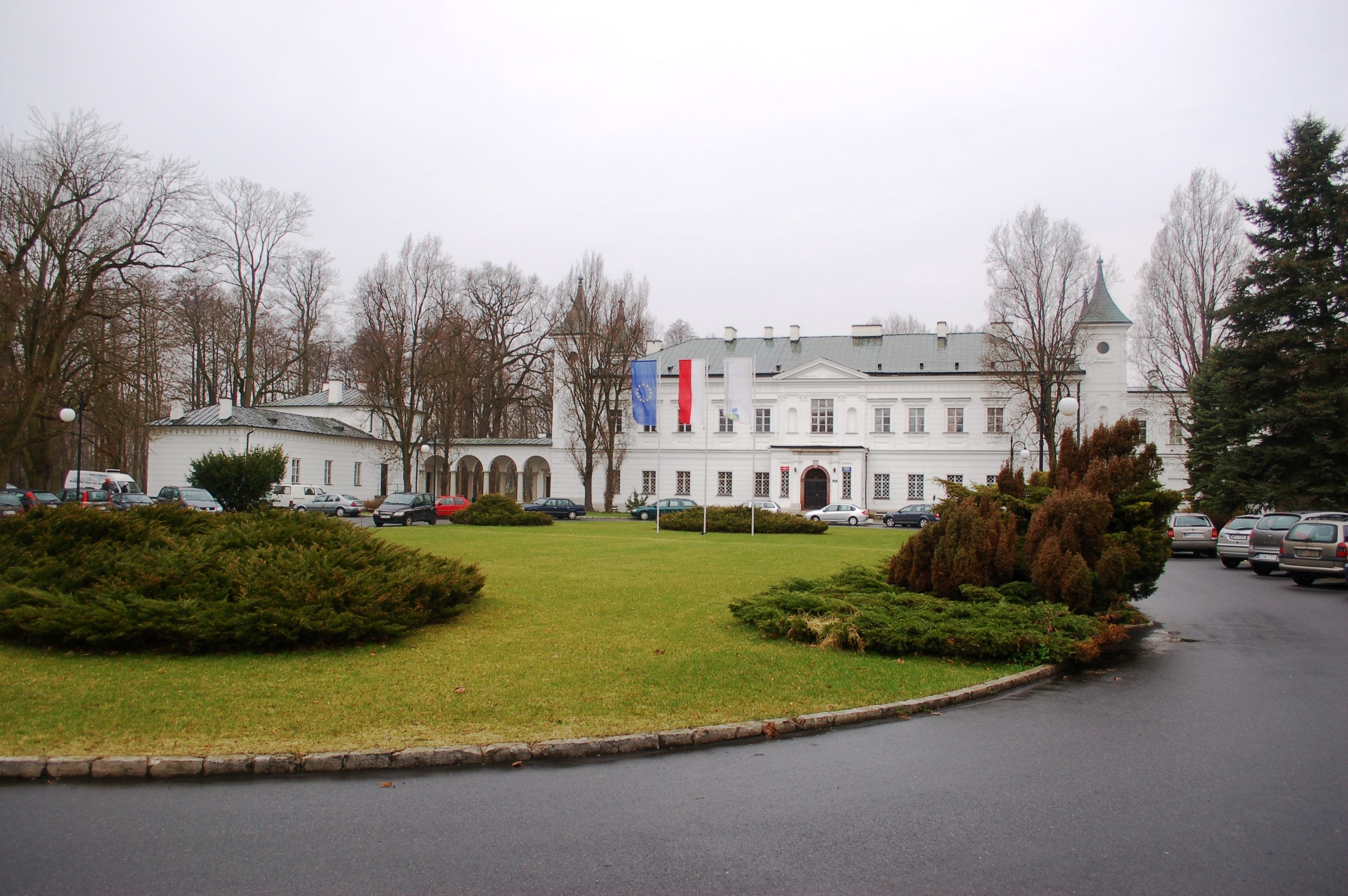
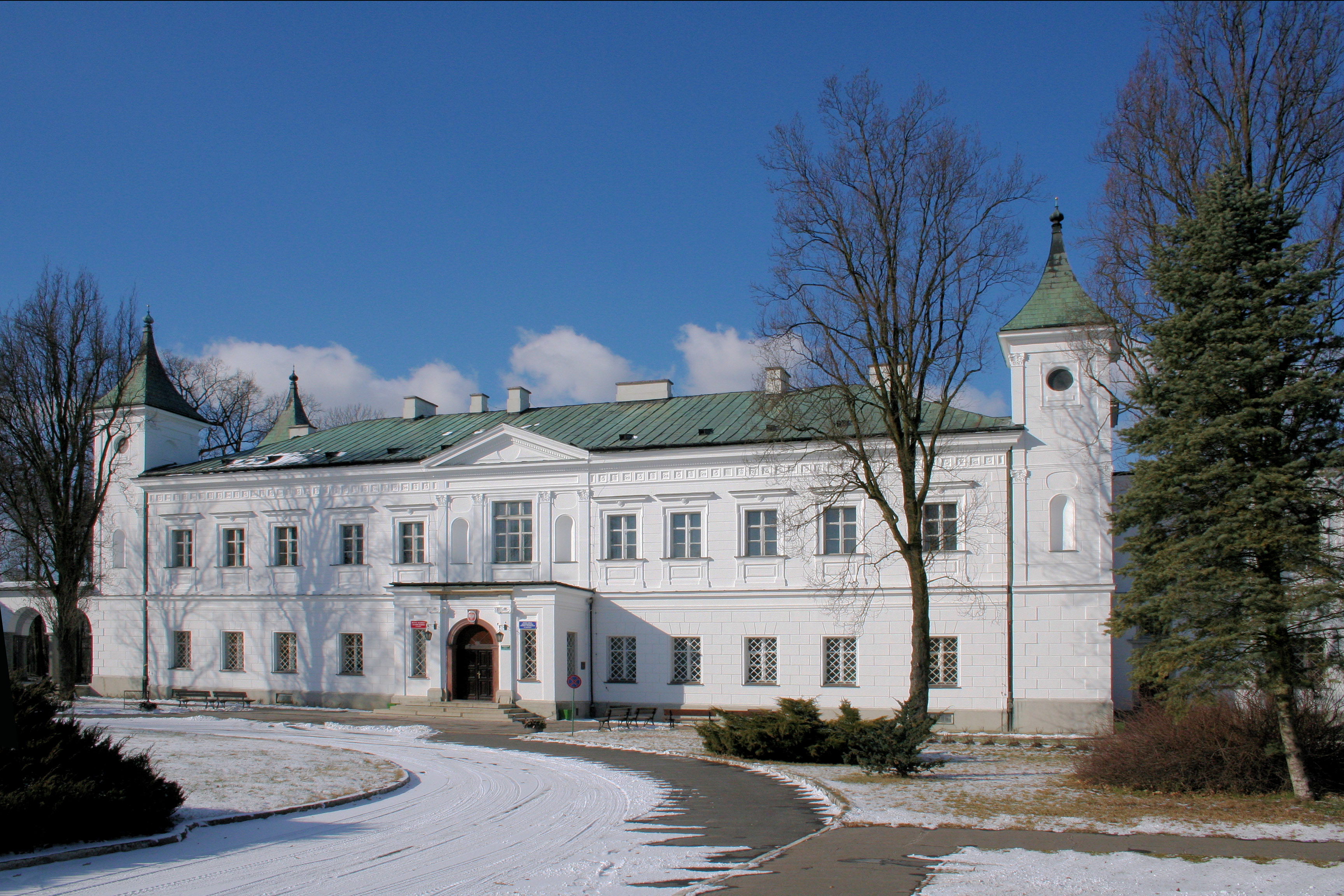
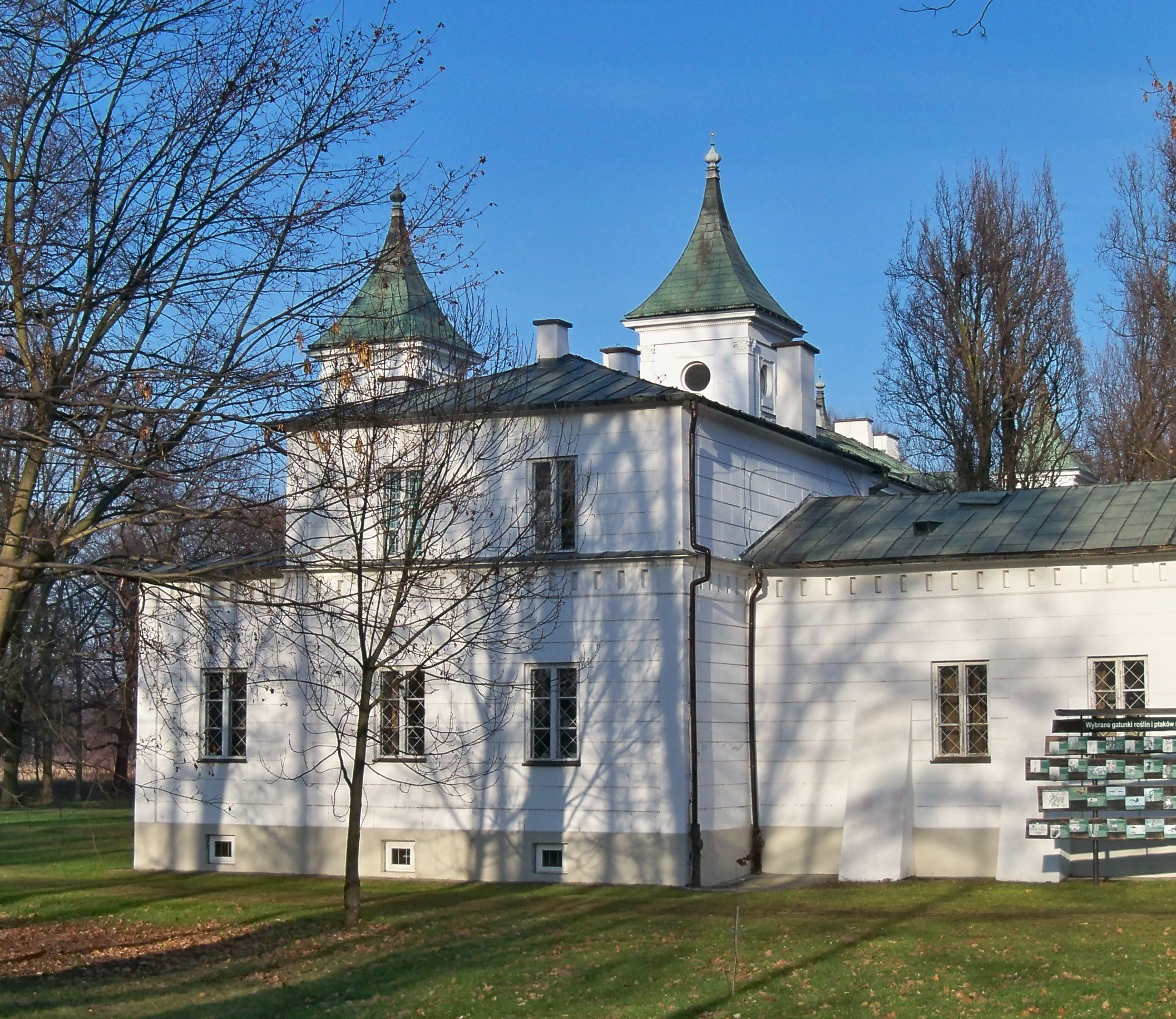
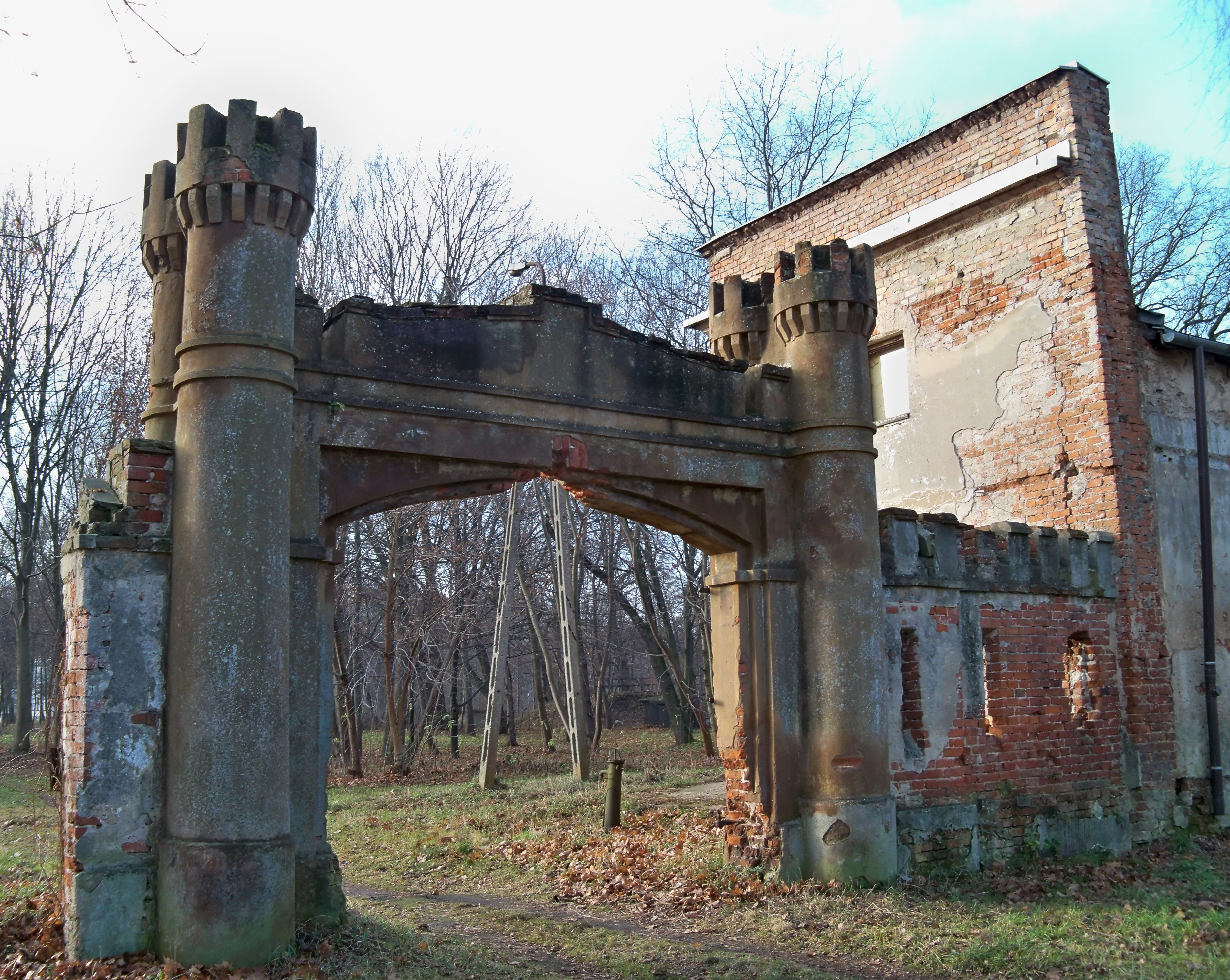
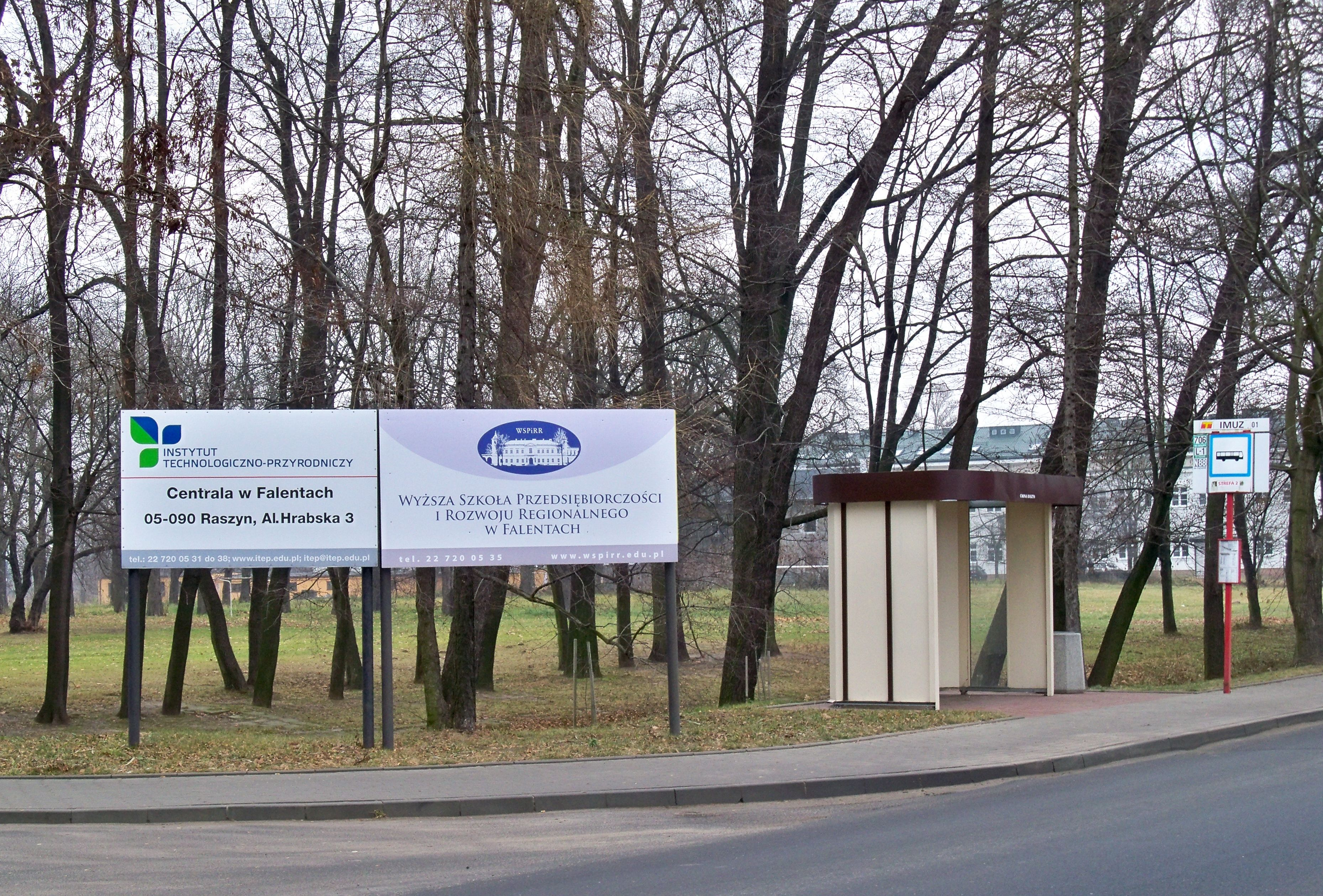
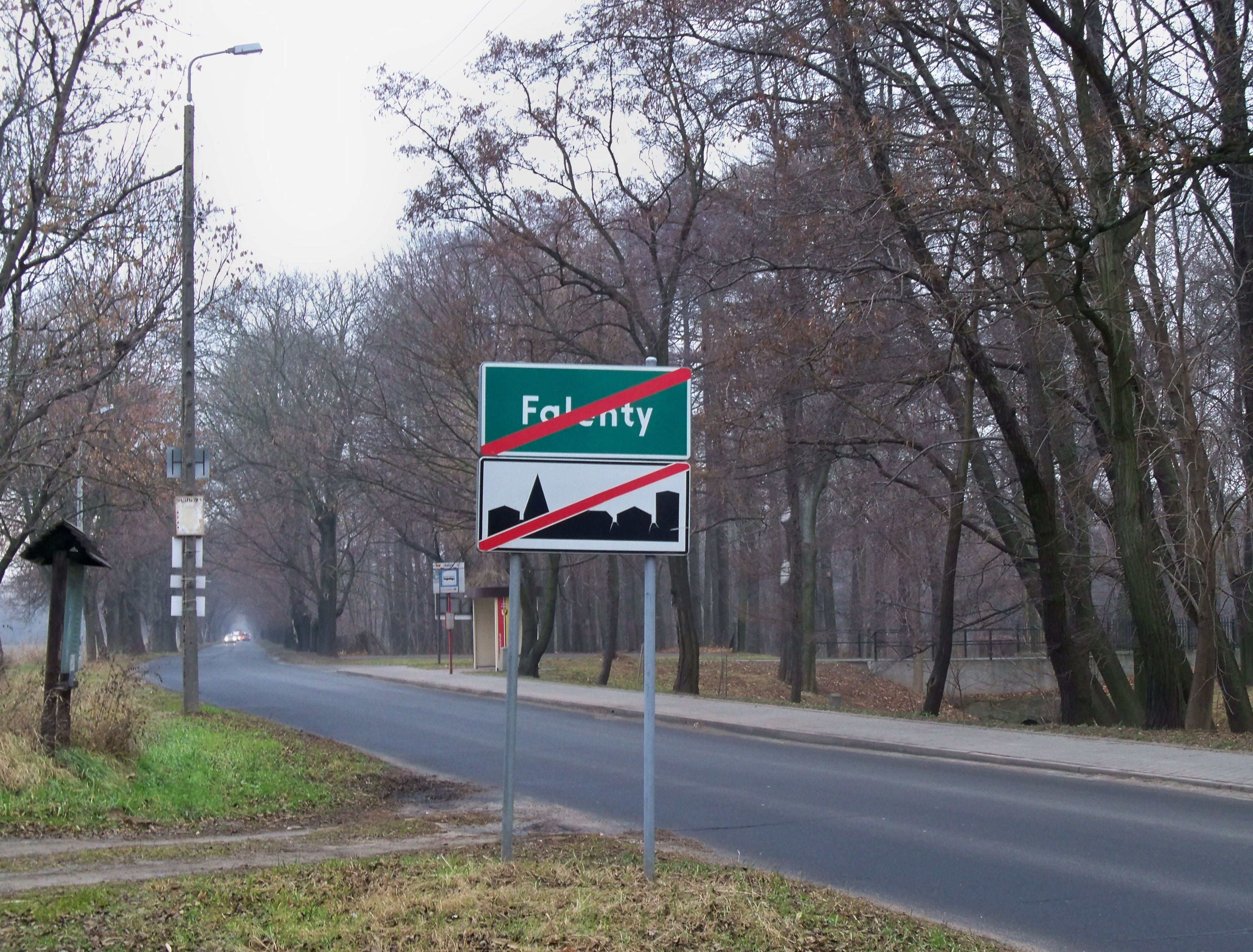